# Incident na Plitvických jezerech
Incident na Plitvických jezerech (chorvatsky Krvavi Uskrs na Plitvicama nebo Plitvički krvavi Uskrs, oba názvy v překladu „Plitvické krvavé Velikonoce“) byla přestřelka na začátku Chorvatské války o nezávislost. Šlo o boj mezi chorvatskou policií a ozbrojenými složkami chorvatských Srbů SAO Krajina na Plitvických jezerech 31. března 1991.
Boj se odehrával v národním parku Plitvická jezera, když se chorvatské jednotky snažily tuto oblast znovu obsadit . Výsledkem byl jeden mrtvý na každé straně a vyostření etnických nepokojů. Přestřelka vyústila v příchod jednotek Jugoslávské lidové armády (Jugoslovenska Narodna Armija - JNA) k zabránění palby mezi dvěma znepřátelenými stranami. JNA vstoupila na scénu a chorvatské straně dala ultimátum k zastavení střelby. Chorvatské policejní jednotky, stávající z 90 důstojníků, byly jednotkami JNA obklíčeny. JNA policii obklíčila na 3 měsíce a zcela obsadila policejní stanici v srpnu 1991.

## Příčiny
V roce 1990 se po vyhlášení chorvatské nezávislosti etnické nepokoje jen vyostřily. JNA zkonfiskovala zbraně chorvatské Teritoriální Obrany (Teritorijální obrana – TO), aby minimalizovaly odpor. 17. srpna nepokoje vyústily v otevřenou vzpouru chorvatských Srbů v oblastech obývaných převážně Srby, hlavně v oblasti Dalmácie, v okolí města Knin, oblastí Liky, Kordunu, Banoviny a východního Chorvatska. Jako odpověď na chorvatskou nezávislost pod vedením nového chorvatského prezidenta Franje Tuđmana Milan Babić, zubař z Kninu, a náčelník Kninské policie, Milan Martić, založili SAO Krajina, stát vytvořený na oblastech v Chorvatsku obývané Srby.
Začátkem roku 1991 Chorvatsko nemělo prakticky žádnou armádu. Jediné, co představovalo brannou moc Chorvatska, byla policie v počtu přibližně 20 000 lidí. Nejsilnější složky policie, stávající přibližně ze 3 000 mužů byly rozděleny do 12 batalionů, připomínajících vojenskou organizaci. Přibližně 10 000 mužů bylo rozděleno do 16 batalionů a 10 čet vyzbrojených těžšími zbraněmi.
Plitvická jezera a jejich okolí obydlené Srby také patřily do SAO Krajina. 28. března policie SAO Krajina začala vyzbrojovat civilisty a odstraňovat chorvatské znaky z administrativních budov v národním parku Plitvická jezera. Srbské jednotky, které kontrolovaly Plitvická jezera byly ve složení přibližně 100 mužů. Oblast byla jen řídce obydlená. Stala se však strategickým místem, protože komunikace, procházející přes tuto oblast, spojovaly oblasti Lika a Banovina, které byly také obydlené Srby.

## Průběh
Obsazení Plitvických jezer bylo nařízeno chorvatským policejním jednotkám Lučko, Rakitje a Sljeme se základnami v Záhřebu, podporovanými policejními jednotkami z Karlovace a Gospiće. Chorvatská policie, vedená Josipem Lucićem, použila několik autobusů, osobních aut a také obrněných vozidel k přiblížení ke Plitvickým jezerům. 180-členná skupina z jednotky Rakitje vedené Lucićem dorazila v silné mlze na hlavní cestě ze Záhřebu přes most přes řeku Korana. Most byl obsazen Chorvaty v noci z 30. na 31. března 1991. Druhá jednotka se ke Plitvickým jezerům přiblížila z oblasti Ličko Petrovo Selo a jednotka Kumrovec obsadila území mezi jezery a Gospićem, kde obsadili oblast Ljubovo, aby zajistili pravé křídlo pro hlavní útok. Chorvatské jednotky tvořilo dohromady přibližně 300 mužů. Chorvatský konvoj byl zastaven srbskou barikádou v 7:00 ráno na Velikonoční Neděli, 31. března 1991. Srbské jednotky zaútočily na vozidla přepravující chorvatské policisty a o dvě a půl hodiny později se stáhly do národního parku. Chorvati měli na své straně zatím šest zraněných, avšak své cíle splnili v 11:00. I když Chorvati své cíle splnili, zaznamenali také první ztrátu v Chorvatské válce za nezávislost, když byl kulometem zastřelen Josip Jović. Později do oblasti vyslalo jugoslávské letectvo helikoptéru Mil Mi-8, aby vzala zraněné z obou stran a oblast opustila o hodinu a půl později. Helikoptéra byla přivolána velitelem jugoslávského letectva Antonem Tusem a chorvatským ministrem vnitra Josipem Boljkovacem. Když boje na Plitvických jezerech skončily, další střelba se ozvala poblíž oblasti Titova Korenica, na jih od jezer. Ještě v to samé ráno byla místní budova policie obsazena a novým velitelem policie se stal Tomislav Iljić. Momentálně se v budově nacházelo 90 policejních důstojníků, kteří byli svoláni z města Gospić. Jugoslávský parlament svolal nouzové zasedání na téma Plitvických jezer. Borisav Jović žádal o vyslání a zapojení JNA do konfliktu. Srbský parlament se rovněž ztotožnil s tímto návrhem a v zemi proběhlo hlasování o vstupu JNA do konfliktu.

## Inervence JNA
1. dubna JNA vytvořila bariéru, aby zabránila dalším střetům. Velitelem jednotek JNA v oblasti byl Ivan Štimac. Velící důstojník 5. vojenského okruhu, major generál Andrije Rašeta prohlásil, že jeho jednotky nechrání jednu nebo druhou stranu, ale pouze chtějí zastavit nepokoje mezi dvěma etniky. Chorvatská vláda však byla silně znepokojena nad činností JNA. Tuđmanův poradce Mario Nobile prohlásil, že chorvatské úřady obdržely od JNA zprávu, že pokud nestáhnou policejní jednotky, JNA zakročí. 2. dubna JNA skutečně dala policii ultimátum. Ta odešla týž den, avšak 90 mužů na místní policejní stanici stále zůstalo.

## Po boji

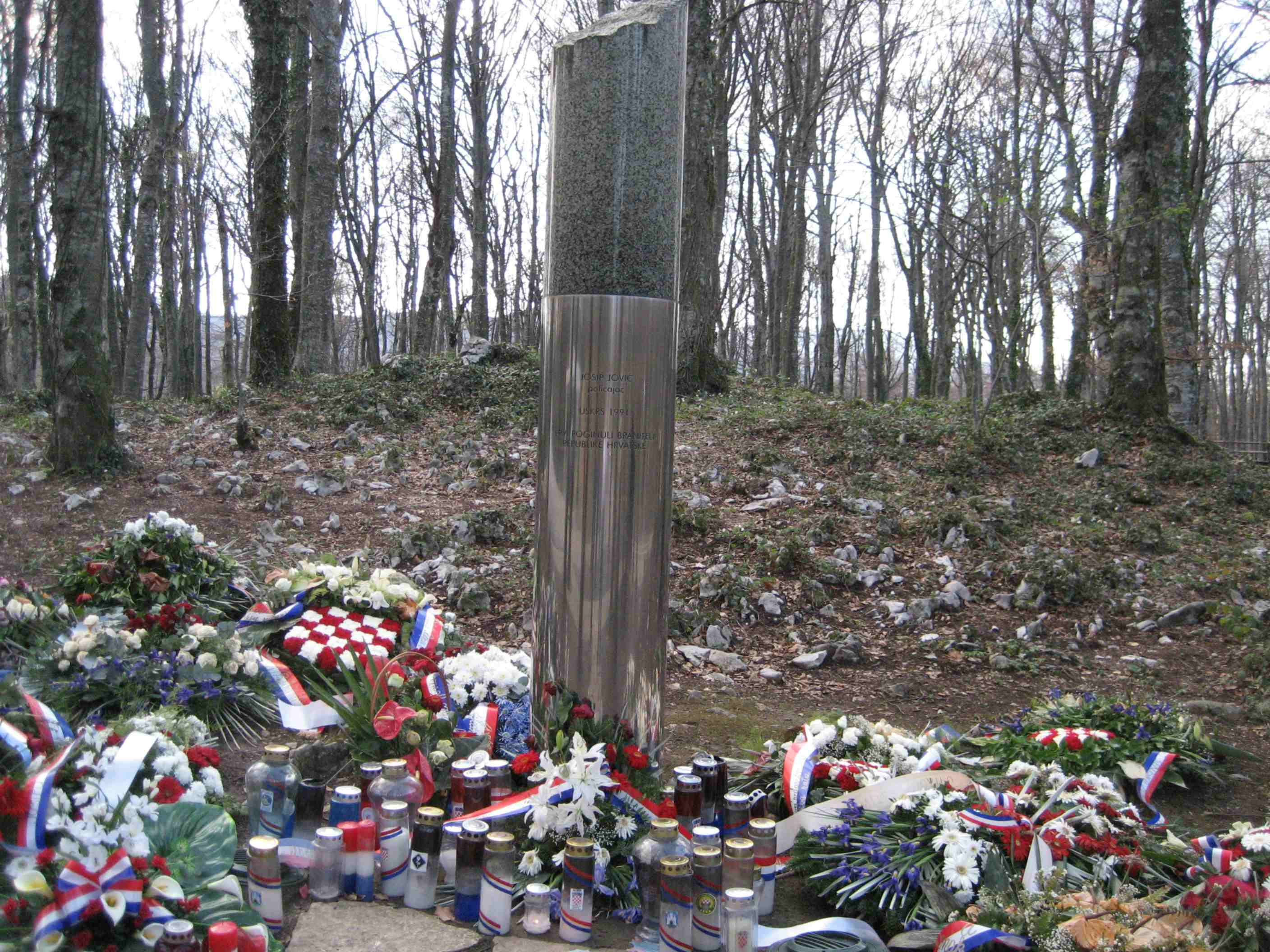
Pomník věnovaný chorvatskému policistovi Josipu Jovićovi, první chorvatské oběti války

Chorvatská policie ztratila jednoho muže. Jednotky SAO Krajina také přišly o jednoho muže – Rajka Vukadinoviće, který byl prvním chorvatským Srbem zabitým během bojů po celou dobu války. 20 lidí bylo zraněno, sedm z nich byli chorvatští policisté. Chorvatské jednotky zajaly 29 Srbů, 18 z nich se vzdalo bez boje. Jedním ze zajatých byl i Goran Hadžić, který se později stal prezidentem Republiky Srbská Krajina, jelikož byl rychle propuštěn. Přibližně 400 turistů, hlavně Italů, bylo z jezer po boji evakuováno. Boje na jezerech zhoršily celou situaci v Chorvatsku a byly jedním z důvodů zahájení války. Další incident se stal u Plaški. Chorvatská policie opustila místní stanici a důstojníci z Chorvatska byli nahrazeni Srby. Chorvatské jednotky i jednotky SAO Krajina umístily mnohé barikády na silnici Saborsko-Lička Jasenica-Ogulin. V létě byly blokády rozšířeny severně od Plašky a jižně od Saborska, kde Chorvati zařídili policejní stanoviště, čítající 30 mužů. Pouze vozy JNA měly povolený přistup do oblasti. Ty vezly většinou léky, jídlo a elektřinu. 2. května, Srbská demokratická strana, největší strana v SAO Krajina , organizovala protestní pochod do Plitvických jezer a bez bojů odtud vyhnala chorvatskou policii. Pochod byl vedený Babićem. 6. července jednotky SAO Krajina a JNA zahájily útok na Ljubovo jihovýchodně od Plitvických jezer a na cestu Titova Korenica-Gospić, čímž napadly chorvatské jednotky z týlu a místo obsadily. Přes léto JNA pokračovala ve vytlačování chorvatských jednotek v Lice s jednotkami z Plitvických jezer. 30. srpna JNA zcela obsadila Plitvická jezera a následující den začala bitva o Gospić.
V roce 1994 byl v Aržanu postaven Jovićovi památník, jako první chorvatské oběti války. Po válce byl památník přesunut na místo jeho smrti.